# Timo Flloko
Timo Flloko, född Timoleo Flloko 26 april 1948 i Peja i Jugoslavien, är en albansk skådespelare och låtskrivare.
Flloko föddes i en familj som härstammar från Gjirokastër i Albanien. Han studerade på gymnasiet i Vlora och senare i Tirana. Flloko är utöver sin filmkarriär även lärare vid Universiteti i Arteve i Tirana.
Flloko debuterade som skådespelare år 1967 i filmen Gadhnjim mbi vdekjen och har efter det spelat in flera filmer där huvuddelen är albanska. Han är främst känd för filmerna Syri magjik (2005), Lulekuqet mbi mure (1976) och Liri a vdekje (1979). Flloko är även en framgångsrik låtskrivare. Han har bland annat skrivit två vinnarbidrag i Kënga Magjike. Dels "Për një çast më ndali zemra" som vann 2000 och "Hape veten" 2007. Han skrev även låten "Të ndjej të huaj" som slutade tvåa 2006.
Timo Flloko är gift med regissören Vera Grabocka och tillsammans har de ett barn.